# Solhan Spor Kulübü 2020-2021
Questa voce raccoglie le informazioni riguardanti il Solhan Spor Kulübü nelle competizioni ufficiali della stagione 2020-2021.

## Organigramma societario
Area direttiva
- Presidente: Sebahattin İslamoğlu

Area tecnica
- Allenatore: Mehmet Şahin
- Allenatore in seconda: Abdullah Abrak
- Scoutman: Okan Mert Gezer

## Rosa
| N° | Nome              | Ruolo | Data di nascita  | Nazionalità sportiva |
| -- | ----------------- | ----- | ---------------- | -------------------- |
| 1  | Matheus Krauchuk  | O     | 4 novembre 1997  | Brasile              |
| 2  | Muzaffer Yönet    | P     | 18 giugno 1997   | Turchia              |
| 3  | Ali Heper         | L     | 11 gennaio 1999  | Turchia              |
| 4  | Serhat Uzun       | C     | 15 novembre 2001 | Turchia              |
| 5  | Koray Şahin       | C     | 17 maggio 1993   | Turchia              |
| 6  | Jacopo Massari    | S     | 2 giugno 1988    | Italia               |
| 7  | Orçun Ergün       | P     | 24 maggio 1992   | Turchia              |
| 8  | Muhammet Delibaş  | S     | 18 marzo 1999    | Turchia              |
| 9  | Mert Güneş        | S     | 26 agosto 1995   | Turchia              |
| 10 | Kaan Kar          | C     | 7 gennaio 1997   | Turchia              |
| 10 | Yiğit Onaylı      | S     | 30 maggio 1994   | Turchia              |
| 11 | Alper Özdemir     | C     | 5 marzo 1996     | Turchia              |
| 12 | Altay Demirci     | S     | 14 aprile 1999   | Turchia              |
| 13 | Yusuf Erdem       | O     | 25 giugno 1991   | Turchia              |
| 14 | Hakan Polat       | C     | 11 novembre 1989 | Turchia              |
| 15 | Pavel Kuklinski   | S     | 18 dicembre 1989 | Bielorussia          |
| 17 | Radzivon Miskevič | O     | 22 aprile 1995   | Bielorussia          |
| 19 | Burak Hazırol     | L     | 10 marzo 1991    | Turchia              |

## Statistiche

### Statistiche di squadra
| Competizione     | Punti | In casa | In casa | In casa | In trasferta | In trasferta | In trasferta | Totale | Totale | Totale |
| Competizione     | Punti | G       | V       | P       | G            | V            | P            | G      | V      | P      |
| ---------------- | ----- | ------- | ------- | ------- | ------------ | ------------ | ------------ | ------ | ------ | ------ |
| Efeler Ligi      | 37    | 15      | 8       | 7       | 15           | 5            | 10           | 30     | 13     | 17     |
| Coppa di Turchia | 3     | 0       | 0       | 0       | 0            | 0            | 0            | 3      | 1      | 2      |
| Totale           | -     | 15      | 8       | 7       | 15           | 5            | 10           | 33     | 14     | 19     |

G = partite giocate; V = partite vinte; P = partite perse

### Statistiche dei giocatori
| Giocatore    | Campionato | Campionato | Campionato | Campionato | Campionato | Coppa di Turchia | Coppa di Turchia | Coppa di Turchia | Coppa di Turchia | Coppa di Turchia | Totale | Totale | Totale | Totale | Totale |
| Giocatore    | P          | PT         | AV         | MV         | BV         | P                | PT               | AV               | MV               | BV               | P      | PT     | AV     | MV     | BV     |
| ------------ | ---------- | ---------- | ---------- | ---------- | ---------- | ---------------- | ---------------- | ---------------- | ---------------- | ---------------- | ------ | ------ | ------ | ------ | ------ |
| M. Delibaş   | 0          | 0          | 0          | 0          | 0          | 0                | 0                | 0                | 0                | 0                | 0      | 0      | 0      | 0      | 0      |
| A. Demirci   | 5          | 2          | 1          | 1          | 0          | 2                | 22               | 16               | 0                | 6                | 7      | 24     | 17     | 1      | 6      |
| Y. Erdem     | 12         | 21         | 21         | 0          | 0          | -                | -                | -                | -                | -                | 12     | 21     | 21     | 0      | 0      |
| O. Ergün     | 29         | 48         | 24         | 12         | 12         | 3                | 2                | 1                | 1                | 0                | 32     | 50     | 25     | 13     | 12     |
| M. Güneş     | 30         | 122        | 98         | 14         | 10         | 2                | 6                | 6                | 0                | 0                | 32     | 128    | 104    | 14     | 10     |
| B. Hazırol   | 30         | 0          | 0          | 0          | 0          | 3                | 0                | 0                | 0                | 0                | 33     | 0      | 0      | 0      | 0      |
| A. Heper     | 15         | 0          | 0          | 0          | 0          | 1                | 0                | 0                | 0                | 0                | 16     | 0      | 0      | 0      | 0      |
| K. Kar       | 5          | 27         | 19         | 7          | 1          | 3                | 14               | 9                | 4                | 1                | 8      | 41     | 28     | 11     | 2      |
| M. Krauchuk  | 19         | 271        | 238        | 24         | 9          | 3                | 28               | 26               | 2                | 0                | 22     | 299    | 264    | 26     | 9      |
| P. Kuklinski | 29         | 366        | 311        | 28         | 27         | 2                | 22               | 19               | 2                | 1                | 31     | 388    | 330    | 30     | 28     |
| J. Massari   | 30         | 382        | 317        | 23         | 43         | 3                | 40               | 34               | 4                | 2                | 33     | 422    | 351    | 27     | 45     |
| R. Miskevič  | 7          | 140        | 117        | 12         | 11         | -                | -                | -                | -                | -                | 7      | 140    | 117    | 12     | 11     |
| Y. Onaylı    | 2          | 2          | 0          | 0          | 2          | -                | -                | -                | -                | -                | 2      | 2      | 0      | 0      | 2      |
| A. Özdemir   | 11         | 31         | 22         | 8          | 1          | 3                | 11               | 8                | 2                | 1                | 14     | 42     | 30     | 10     | 2      |
| H. Polat     | 30         | 182        | 102        | 68         | 12         | -                | -                | -                | -                | -                | 30     | 182    | 102    | 68     | 12     |
| K. Şahin     | 21         | 114        | 72         | 37         | 5          | -                | -                | -                | -                | -                | 21     | 114    | 72     | 37     | 5      |
| S. Uzun      | 20         | 33         | 18         | 7          | 8          | 2                | 7                | 3                | 4                | 0                | 22     | 40     | 21     | 11     | 8      |
| M. Yönet     | 30         | 32         | 13         | 14         | 5          | 3                | 2                | 0                | 1                | 1                | 33     | 34     | 13     | 15     | 6      |

P = presenze; PT = punti totali; AV = attacchi vincenti; MV = muri vincenti; BV = battute vincenti